# Motohiro Hata
Motohiro Hata (秦基博?, Hata Motohiro; Yokohama, 11 ottobre 1980) è un cantautore giapponese.
Ha debuttato con l'etichetta discografica BMG Japan nel 2006 con il singolo Synchro (シンクロ?, Shinkuro).

## Biografia
Motohiro Hata è il più giovane dei tre fratelli. Si è trasferito a Yokohama all'età di due anni ed ha iniziato a suonare la chitarra all'età di tre. Durante gli anni delle scuole medie, Hata inizia a scrivere canzoni, e durante le scuole superiori avvia la sua carriera di musicista a tempo pieno.
Nel 1999, si esibisce per la prima volta in un concerto, presso la F.A.D Yokohama live house, a seguito del rinvio di un musicista suo amico.
Nel 2004, pubblica un EP indipendente, intitolato Orange no Haikei no Akai Seibutsu (オレンジの背景の赤い静物?, Red Object with an Orange Background). Nel 2006 ottiene un contratto con l'etichetta Augusta Records dopo essere riuscito ad attirare la loro attenzione. A luglio 2006 è il primo artista ad esibirsi nel concerto Augusta Camp. Il suo debutto avviene con il singolo Synchro (シンクロ?, Shinkuro).
Nel 2008 il suo singolo Kimi, Meguru, Boku (キミ、メグル、ボク?, You, Turn, Me), entra nella top 20 della classifica Oricon, raggiungendo la quindicesima posizione. Kimi, Meguru, Boku viene utilizzato come sigla d'apertura della serie televisiva anime Itazura na Kiss. In seguito, Hata avrà numerosi singoli nella top 20 Oricon, oltre che due album nella top ten.
Nel 2010, il suo brano Tōmei Datta Sekai è stato utilizzato come sigla d'apertura per l'anime Naruto: Shippuden.

## Discografia

### Album
- 2007 - Contrast (コントラスト?)
- 2008 - ALRIGHT
- 2010 - BEST OF GREEN MIND '09 (hikigatari album)
- 2010 - Documentary
- 2013 - Signed Pop
- 2014 - Evergreen
- 2015 - Ao no koukei (青の光景?)

### EP
- 2004 - Orange no haikei no akai hatsubai (オレンジの背景の赤い静物?) (indie)
- 2007 - Bokura wo tsunagu mono (僕らをつなぐもの?)
- 2009 - Bokura wo tsunagu mono Premium Edition (僕らをつなぐもの プレミアム・エディション?)
- 2012 - End Roll EP (エンドロールEP?)

### Singoli
- 2006 - Synchro (シンクロ?)
- 2007 - Uroko (鱗(うろこ)?)
- 2007 - Aoi Chou (青い蝶?)
- 2008 - Kimi, meguru, boku (キミ、メグル、ボク?)
- 2008 - Niji ga kieta hi (虹が消えた日?)
- 2008 - Forever Song (フォーエバーソング?)
- 2009 - Asa ga kuru mae ni (朝が来る前に?)
- 2009 - Halation
- 2010 - Ai (アイ?)
- 2010 - Ai Premium Package (アイ?)
- 2010 - Tōmei Datta Sekai (透明だった世界?)
- 2010 - Metro Film (メトロ・フィルム?)
- 2011 - Minazuki (水無月?)
- 2012 - Arutairu (アルタイル?)
- 2012 - Dear Mr. Tomorrow
- 2013 - Hatsukoi / Goodbye Issac (初恋/グッドバイ・アイサック?)
- 2013 - Kotonoba (言ノ葉?)
- 2014 - Dialogue Monologue
- 2014 - Himawari no yakusoku (ひまわりの約束?)
- 2014 - Himawari no yakusoku Deluxe Edition (ひまわりの約束?)
- 2015 - Suisai no tsuki (水彩の月?)
- 2015 - Q&A
- 2016 - Sumire (スミレ?)
- 2016 - 70 oku Pieces/Owari no nai sora (70億ピース/終わりのない空?)